# Umění pro umění
Umění pro umění je slovním spojením z oboru teorie a historie umění jednak s širším, obecnějším významem a také s významy užšími. V prvé rovině představuje polohu umělecké tvorby, která je při svém vzniku, distribuci i vnímání divákem zaměřena především nebo jen na své specifické umělecké kvality, které souvisí zejména s atraktivitou inovací formy, atraktivitou silně až extrémně působících obsahů, kariérou autorů nebo výškou finančního ocenění. V tomto smyslu provází umění po jeho dlouhou historii. V uvedeném smyslu bývá užíván také termín esteticismus.
V rámci užšího významu slovní spojení (z francouzského l'art pour l'art, v počeštěné verzi lartpourlartizmus) pojmenovává umělecký trend literatury, hudby či výtvarného umění 19. století spojený s parnasisty, symbolisty a představiteli dekadence.
Slovním spojením „umění pro umění“ se později zaštítili také umělci 21. století sdružení v mezinárodním projektu navazujícím na ideje lartpourlartizmu po roce 2015.

## Obecný význam
Diskuse o nezávislosti umělců a jejich tvorby na společnosti, tedy morálce, politice nebo i ekonomice provázejí umění přinejmenším od 19. století. Vztahuje se k němu od té doby charakteristika, že se zavírá do „věže ze slonoviny“. Zastánci autonomie přitom mnohdy jednostranně vztahují svou ideu na celou oblast tvorby. Je však přirozené, že umění vytváří produkty závislé i nezávislé, bohatost jeho funkcí je přirozená a potřebná.

### Zneužití termínu
Slovní spojení „umění pro umění“ je přirozeně také účelově využíváno i zneužíváno. Příkladem byli počátkem 20. století kritici některých méně společensky komunikativních směrů – uměleckých koncepcí, kterých obsah divákovi mnohdy unikal nebo jej vnímal jako málo důležitý, nesympatický, např. dadaismu nebo surrealismu. Podobně z populistických důvodů argumentovali totalitní političtí vůdci. Problém souvisí s mírou komunikativnosti díla. Mnohá jistě mohou být sdílná jen vůči malým vymezeným sociálním skupinám – elitám. Pokud ale nekomunikativnost v dobovém umění převáží, je  vhodným předmětem diskuse a kritiky.

### Aplikace termínu na jiné oblasti aktivit
Během 20. století se termín „umění pro umění“ začal aplikovat i v dalších oblastech lidské intelektuální, ekonomické či materiální činnosti. Samoúčelnost existuje např. ve vědě „věda pro vědu“, ve školství „učení pro učení“, ve stavebnictví a architektuře "stavění pro stavění" aj., přičemž nemusí být snadné je odhalit pod mnohdy klamným povrchem. Dále uvedeme také příklad "design pro design".
Každý tvůrce stojí před možností volby, zda velký potenciál vlivu umění na společnost odpovědně využije pro rozvoj druhých, nebo se s potěšením soustředí jen svou osobní zálibu, aniž by sledoval její pozitivní nebo negativní sociální efekt.

### Charakteristika vyvíjející se ke 21. století
V historii umění se střídala období, kdy umění převážně sloužilo dobrým sociálním idejím s jinými, kdy bylo zaměřeno převážně do sebe. Druhá rovina je charakteristická pro moderní dobu a jejím negativním efektem je, že i společnost očekává od umění především atraktivní inovace, nezvyklé formy a zajímavou kariéru autorů spojenou se slávou a vysokými cenami jejich prací. Přitom zůstávají stranou pozornosti mnohé přínosnější kvality. Forma je ceněna více než obsah, diváci zapomínají, že umění je především komunikace myšlenek, jejichž kvalitu je nezbytné hodnotit prvořadě. Na situaci mají negativní podíl i mnozí umělci, kteří obsah svých sdělení kódují zbytečně komplikovaně a podporují tak pocity divákovy méněcennosti. K negativním příkladům uměleckých produktů tak vedle tradičních děl s mimořádnou formou a nicotným obsahem přibývají také díla s mimořádně složitě kódovaným podřadným nebo nicotným obsahem. Za těchto okolností je paradoxem, že mnozí vizuální umělci mechanicky vyžadují zlepšení svého sociálního postavení vč. finančního s naivním postojem, že „přeci veškeré umění je pro společnost přínosem“. Argumentují pomocí obecně rozšířeného klišé, že většina výtvorů podporuje rozvoj vnímavosti, kreativity a představivosti. Civilizace se však ve 21. století rozvíjí takovým způsobem, že tento běžný přínos umění již nestačí požadavkům doby a potřebné umět využívat celý velký potenciál umělecké tvorby. Je to závislé také na kvalitě edukační činnosti muzeí umění a galerií, která jen v menšině nejlepších institucí dokáže komplexně překračovat hranice umění pro umění a podporovat např. významnou školní výuku vyšší verbální gramotnosti souběžnou výukou vyšší gramotnosti vizuální.

### Umění pro umění jako program instituce
Umění je samo o sobě tak výrazným fenoménem, že filozofie „umění pro umění“ má přirozené právo na existenci. Současně s ní však je ve 21. století nejvyšším standardem např. v muzeích umění a galeriích především dostatečné užívání metody soustřeďující pozornost kurátorů, kritiků i edukátorů na umění, které emočně působivě, komunikativně sděluje výrazně smysluplný obsah podněcující osobností růst návštěvníků těchto institucí, kdy formální kvality nemusejí být rozhodující. Jde o tabu v rámci společenské odpovědnosti instituce.[zdroj?]
Příkladem českých institucí, pro které představuje filozofie „umění pro umění“ jediný program jsou třeba Galerie umění v Hradci Králové nebo Středočeská galerie v Kutné Hoře. Příkladem ústavů, kde dominuje vize opírající se o filosofii zaměřenou na společnost nebo duchovní život jedince jsou pražské centrum umění DOX nebo v minulosti benešovské Muzeum umění a designu. Z jiných typů institucí lze vybrat příklad konvenčního zaměření na „umění pro umění“ Katedru dějin umění FF UK Praha nebo webový projekt Art List, jako nekonvenční příklad zaměření na univerzální vztahy užitého umění k realitě Institut inteligentního designu.

## Obecný význam v oboru užité tvorby
Problematika „umění pro umění“ se obecně týká také užité tvorby, kde je vhodné užití termínu "design pro design". Nefunkční nebo neetický atraktivně estetický produkt je často chybně se samozřejmostí tolerován, neestetický výrobek splňující ukázkově všechny ostatní kvality je zbytečně mechanicky vylučován. Podobně jako ve volné tvorbě zde umělci, kritici, ale i mnozí uživatelé přeceňují estetiku formy a podceňují všechny ostatní vlastnosti, např. praktickou funkci, etiku, ekologii, ergonomii, mnohdy i ekonomii výroby. Proto se zde také hodí užívat výše uvedený termín "esteticismus", užíván bývá také výraz "artdesign".
Nevhodný přístup je podporován i praxí výstav užitého umění, jehož produkty bývají bez ohledu na praktickou funkci prezentovány pasívně v mnohdy nepřirozených polohách na soklech jako sochy, které jen obdivujeme pro jejich krásu. Přirozená podmínka laboratorního testování mimoestetických kvalit není plněna ani v soutěžích, ani při hodnocení prací studentů na školách designu.
Formální stav je fixován i jednostranným vzděláním odborníků, kteří v muzeích s užitou tvorbou pracují a nic je nemotivuje k potřebné týmové spolupráci s řadou dalších specialistů.
O funkčnost designu se zajímal funkcionalismus, ale mnohdy bez testování, jen formálně, výrazně se na ni soustředil Dieter Rams v 60. létech 20. století, Victor Papanek a další se zabývali etikou, ekologií a sociologií užité tvorby, ale teprve počátkem 21. století byla formulována dostatečně komplexní pravidla objektivního testování uměleckého řemesla a designu pod označením „inteligentní design“, což představuje kvalitní produkt realizovaný s maximálním (týmovým) využitím všech devíti typů lidské inteligence v rovině praktického efektu, ekonomiky, ekologie, ergonomie, ekonomiky a estetiky.
 „Umění pro umění“ neznamená „umění pro dílo“. Znamená absurdnost – domnělou nutnost pro umělce, aby byl pouze umělcem, nikoli člověkem, a pro umění, aby se zbavilo své vlastní munice a veškeré potravy, paliva a energie, jež dostává od lidského života. 
Jacques Maritain

## Lartpourlartizmus 19. století
Byl postaven na kultu tzv. čistého umění, oproštěného od společenských funkcí, na přesvědčení, že umění má být samo sobě cílem. Je dobovou reakcí na požadavky angažovaného umění (užitečného umění – art util), které formulovali ve 30. létech 19. století sociální reformátoři. Nechtělo sloužit bezvýhradně společnosti a civilizaci, vyhlašovalo lhostejnost k morálce i politice. Chtělo jen vytvářet krásu, působit radost a tím vítězit nad časem a smrtí. V navazujícím vývoji přijalo ideje umění pro umění dekadentní myšlení, ve kterém dominovaly myšlenky zmaru, smutku, prázdnoty a nudy doprovázené mnohdy nevázaným sexem a drogami. To vše ve vazbě na vytváření a konzum co nejrafinovanějšího umění. Z toho přirozeně vyplýval pocit zklamání jedince pasívně přijímajícího úděl beznaděje, jak je ve svých filozofických textech tehdy popisovali Arthur Schopenhauer, nebo i Friedrich Nietzsche a Søren Kierkegaard.
Sekundárním projevem lartpourlartizmu je spojování tohoto označení jen s problematikou historie umění 19. století, nikoliv průběžně s celkovým fenoménem umění.

## Art for art 21. století
Mezinárodní hnutí současného umění navazující na myšlenky „umění pro umění“ se prezentovalo poprvé roku 2016 výstavou v Monaku. Následovaly expozice v Bruselu (2017), Lucemburku (2017) a v Moskvě (2018). K hnutí patřili zejména američtí, čínští a ruští umělci Harry Carlson, John Atwood, Bertha Delisi, Alice Zimmermann, Patrick Duchamp, Max Rey, Jing Wu, Otto Wagner, Ursula Larsen, Sofia Rossi a Sofia Delano.
Autory, kteří tvořili různými technikami, spojovaly myšlenky typu: Umělecké dílo, pro něž je rozhodující estetická a dekorativní funkce, je po svém vzniku autonomním produktem nezávislým na osobnosti svého tvůrce. Proto je vhodné, aby autor skrýval svou identitu pod přezdívkami stejně jako údaje o své osobě, aby tak nedošlo k ovlivnění při jeho hodnocení kritikou.